# Devin Gardner
Devin Gardner (Detroit, 14 dicembre 1991) è un ex giocatore di football americano statunitense che ha giocato come quarterback.
Dopo aver giocato per la squadra universitaria dei Michigan Wolverines e non essere stato draftato in NFL nel 2015, ha firmato con i giapponesi Nojima Sagamihara Rise. Nel 2018 è passato ai canadesi Saskatchewan Roughriders.